# Niyazi Kızılyürek
Niyazi Kızılyürek (* 19. února 1959 Potamia) je kypersko-turecký politolog a politik. Od roku 2016 je profesorem politických dějin na Kyperské univerzitě, kde se specializuje na politické dějiny Turecka a Kypru, a děkanem tamější Fakulty humanitních věd. V letech 2019–2024 byl za stranku AKEL poslancem Evropského parlamentu.

## Život
Narodil se v obci Potamia poblíž Nikósie, avšak v důsledku mezikomunálního násilí uprchl v roce 1964 spolu se svou rodinou do Louroujiny. Po dokončení střední školy v Severním Kypru odešel studovat na Univerzitu v Brémách, kde v roce 1983 získal titul bakaláře a magistra v oborech sociologie, politologie a ekonomie. Na stejné univerzitě pak absolvoval doktorské studium, které završil disertační prací věnovanou kyperské otázce.
Ve spolupráci s režisérem Panicosem Chrysanthou natočil dokumentární film Our Wall (Naše zeď), za který oba autoři obdrželi v roce 1997 Cenu míru Abdi İpekçiho. V roce 1995 nastoupil jako lektor na Kyperskou univerzitu. Jeho přijetí do akademického sboru vyvolalo odpor ze strany fašistických kruhů, nacionalistických politiků i části médií, kteří proti němu vedli kampaň s cílem jeho vyloučení, Kızılyürek však za podpory kolegů i samotné univerzity tlaku odolal a na univerzitě nadále působil. Později uvedl, že se pracovní prostředí na univerzitě v průběhu let výrazně zlepšilo. V roce 2013 byl zvolen děkanem Fakulty humanitních studií, o rok později se v rámci Geostrategické poradní rady stal jedním z poradců prezidenta Nikose Anastasiadese pro záležitosti turecké strany.
Kızılyürek je autorem přibližně dvaceti knih, např. publikace Glafkos Kliridis: Cesta jedné země. Pravidelně publikuje jako sloupkař v levicovém tureckokyperském deníku Yeni Düzen a pravicovém řeckokyperském deníku Simerini.
Hovoří pěti jazyky: turečtinou, řečtinou, angličtinou, němčinou a francouzštinou.

## Působení v politice
Kızılyürek do politiky vstoupil v roce 2019 jako kandidát levicové Pokrokové strany pracujícího lidu (AKEL) ve volbách do Evropského parlamentu. Jeho kandidatura vyvolala četné kontroverze, politici Averof Neofytou a Eleni Stavrou ze středopravicové stany Demokratického shromáždění ji označili za krok, který odměňuje tureckou neústupnost a přispívá k normalizaci přítomnosti okupační turecké armády na Kypru.
Ve volbách do Evropského parlamentu byl zvolen 25 051 hlasy, čímž se stal druhým nejúspěšnějším kandidátem strany AKEL po Giorgosi Georgiouovi. Jeho zvolení opět vyvolalo vlnu diskusí poté, co uvedl, že bude prosazovat uznání turečtiny jako jednoho z úředních jazyků Evropského parlamentu s odůvodněním, že turečtina je jedním z úředních jazyků Kyperské republiky. Jeho příznivci opakovaně oceňovali Kızılyürekovy postoje k mírovému znovusjednocení Kypru a jeho jednoznačné odsouzení turecké invaze a vojenské okupace, stejně jako etnických čistek a zabavování majetku řeckých Kypřanů od roku 1974.
Ve volbách v roce 2024 usiloval o znovuzvolení, neuspěl však, jelikož jeho strana nezískala dostatečný počet hlasů pro obhájení druhého mandátu europoslance.